# Wałentyn Łaktionow
Wałentyn Sawelijowycz Łaktionow, ukr. Валентин Савелійович Лактіонов, ros. Валентин Савельевич Лактионов, Walentin Sawieljewicz Łaktionow (ur. 21 kwietnia 1946, Ukraińska SRR) – ukraiński trener piłkarski.

## Kariera trenerska
W 1988 dołączył do sztabu szkoleniowego Krywbasa Krzywy Róg, gdzie pomagać trenować piłkarzy. Od września 1992 do marca 1993, w listopadzie 1993 oraz w marcu 1995 pełnił obowiązki głównego trenera klubu.